# アイス・セカンド
アイス・セカンドは、アニメ『トップをねらえ!』に登場する架空の物質である。

## 概要
『コミックガンバスター』（1989年　ISBN 4891890312）のトップ年表によれば2003年に北京大学のリー・ヤンが初めて結晶化に成功。人類が最初に手に入れた常温で重力縮退を起こしている物質（コラプシング・マテリアル）である氷の同位体結晶である。このアイス・セカンドが重力崩壊する時の莫大なエネルギーを源として、縮退炉は稼働する。静止質量のほとんどを運動質量の次元に預けており、赤方偏移現象によって暗闇でも赤く光る、と劇中で説明されている。
小説『トップをねらえ!　ネクストジェネレーション』（苑崎透）では宇宙怪獣と闘うため、簡略型試作機のガンバスター改では、アイス・セカンドが縮退炉内に残存していなかったため起動できなかった描写がある（直後にシリウス同盟にある「理力」技術で縮退炉内にマイクロブラックホールを召喚し起動させた）。

## 他の作品における類似品
野田昌宏によるSF小説（スペースオペラ）『銀河乞食軍団』シリーズでは、宇宙船が搭載する反動推進エンジンの噴射剤として、氷の同位体である「氷I（アイス・ワン）」が使用されている。
カート・ヴォネガットによるSF小説『猫のゆりかご』では、氷の結晶体の一つであるとする架空の物質、アイス・ナインが世界を滅亡させる。